# 夢分けの船
『夢分けの船』（ゆめわけのふね）は、津原泰水の小説。河出書房Webマガジンにおいて2008年より連載されていたが翌年中断。
2016年から2020年にかけて、既発表部分も改稿の上、河出書房「文藝」にて連載された。

## 概要
音楽専門学校を舞台とした青春小説 である。
舞台は現代であるが、意図的に明治期を意識した文体が用いられている。主に参考とされているのは夏目漱石。
著者は「青春を描くには現代文学の青春時代（＝明治）の文体が合っているのではないか、それは21世紀の青春とも化学反応を起こしてくれるのではないか、というのがそもそもの執筆の動機」と語っている。
Web版のタイトルバナーには横山孝一による写真が使われている。
被写体となっている絵里子は金子國義の写真集『お遊戯』の表紙の被写体となった人物である。

## あらすじ
22歳の秋野修文は、音楽に携わるという夢を捨てきれずに職を辞して上京、専門学校に入学する。
学校で斡旋され入居したその部屋には、以前の住人である久世花音の幽霊が出るという。

## 登場人物
秋野修文（あきのよしふみ）
主人公。冒頭上京し、樅ノ木音楽学校の作曲科に入学。風月荘704号室に入居。
嘉山（かやま）／岡山
主人公の樅ノ木音楽学校での先輩。岡山出身であることから、主人公は「岡山」と綽名している。バンド「ストーレンハッツ」主催。ボーカル。
霞（かすみ）
風月荘の住人。風俗嬢。
久世花音（くぜかのん）
故人。元樅ノ木音楽学校ピアノ科生。風月荘704号室の元入居者。
久世夕子（くぜゆうこ）
主人公のアルバイト先「エッジ」の店主。久世花音の姉。